# Kościół św. Stanisława Biskupa w Przylesiu
Kościół św. Stanisława Biskupa – rzymskokatolicki kościół parafialny w miejscowości Przylesie (województwo opolskie). Świątynia należy do parafii św. Stanisława Biskupa w Przylesiu w dekanacie Grodków, diecezji opolskiej.

## Historia kościoła
W 1376 roku potwierdzony został kościół parafialny w Przylesiu przy archiprezbiteriacie brzeskim, należący do Kapituły Kolegiackiej w Brzegu. W 1534 roku kościół przeszedł w ręce protestantów. Na początku XVIII wieku został przebudowany i poszerzony. W 1945 roku, w wyniku działań II wojny światowej, zniszczony. W latach 50. XX wieku odbudowany i poszerzony.
We wnętrzu świątyni zachowały się polichromie ścienne.